# Wiesław Pawlak
Wiesław Pawlak (ur. 16 marca 1959 w Zawadzie, zm. 13 sierpnia 1987 w Zielonej Górze) – polski żużlowiec.
Licencję żużlową zdobył w 1978 roku. Przez całą karierę reprezentował barwy Falubazu Zielona Góra, pięciokrotnie zdobywając medale Drużynowych Mistrzostw Polski: trzy złote (1981, 1982, 1985) oraz dwa brązowe (1979, 1984). Dwukrotnie startował w finałach Młodzieżowych Drużynowych Mistrzostw Polski (1979 – brązowy medal, 1980 – złoty medal), jak również w finałach Indywidualnych Mistrzostw Polski (Gorzów Wielkopolski 1984 – jako zawodnik rezerwowy, Gorzów Wielkopolski 1985 – XVI m.). W 1984 r. zajął III m. w Memoriale im. Eugeniusza Nazimka w Rzeszowie, natomiast w 1985 r. zajął VII m. w końcowej klasyfikacji turnieju o "Złoty Kask" oraz zajął II m. w Memoriale im. Bronisława Idzikowskiego i Marka Czernego w Częstochowie. W 1987 r. był finalistą Mistrzostw Polski Par Klubowych (Ostrów Wielkopolski – V m.).
Zmarł 13 sierpnia 1987 r. na skutek obrażeń, które odniósł podczas wypadku w trakcie ligowego meczu Falubazu Zielona Góra z Apatorem Toruń w dniu 4 sierpnia 1987 roku.